# Бабаджанян Амазасп Хачатурович
Амаза́сп Хачату́рович Бабаджаня́н (5 (18) лютого 1906, с. Чардахли, Єлизаветпольський повіт, Єлизавепольська губернія, Російська імперія (нині — Шамкірського району Азербайджану) — 1 листопада 1977, Москва, СРСР) — радянський військовий діяч. Головний маршал бронетанкових військ (29.04.1975). Герой Радянського Союзу (26.04.1944). Член ЦК КПУ в 1960—1971 роках. Депутат Верховної ради СРСР 6—7-го скликань (у 1962—1970 роках), Верховної ради РРФСР 8—9-го скликань, Верховної Ради Вірменської РСР.

## Біографія
Народився 5 (18) лютого 1906 року в селі Чардахли Єлизаветпольського повіту Єлизаветпольської губернії (нині — село Чанлібель Шамкірського району Азербайджану) в селянській родині, в якій було 8 дітей. Вірменин. У 1921 році закінчив чотири класи школи. Наймитував, у 1923—1924 роках був чорноробом на будівництві шосейних доріг у Шамхорському районі Азербайджанської РСР.
У Червоній армії з вересня 1925 року. Був направлений на навчання до Вірменської об'єднаної командної школи імені О. Ф. М'ясникова (містоЄреван). Після її розформування у вересні 1926 року був переведений до Закавказької військової піхотної школи (місто Тифліс (нині — Тбілісі)), яку закінчив 1929 року.
Член ВКП(б) з 1928 року.
Служив командир взводу стрілецького полку, командиром взводу, секретарем партбюро та командиром роти окремого місцевого стрілецького батальйону в Закавказькому військовому окрузі. У 1930 році брав участь у ліквідації антирадянського повстання в Закавказзі на посаді командира взводу 7-го Кавказького стрілецького полку. Був поранений.
З 1934 року служив командиром кулеметної роти, командиром кулеметного батальйону та помічником начальника штабу кулеметного полку в Закавказькому військовому окрузі (місто Баку). У 1937—1938 роках — начальник оперативного відділення штабу пункту ППО міста Баку. У серпні — жовтні 1938 року — начальник штабу зенітно-кулеметного полку в Закавказькому військовому окрузі (місто Баку).
У 1938—1940 роках — помічник командира зенітно-кулеметного полку по стройовій частині в Ленінградському військовому окрузі. Учасник радянсько-фінської війни: у листопаді 1939 — березні 1940 року — помічник командира 2-го зенітно-кулеметного полку з стройової частини. 18 лютого 1940 року був поранений.
З грудня 1940 року служив заступником командира стрілецьких полків у Північно-Кавказькому військовому окрузі та помічником начальника відділення оперативного відділу штабу 19-ї армії в Київському особливому військовому окрузі.
Учасник німецько-радянської війни: у липні — серпні 1941 року — помічник начальника відділення оперативного відділу штабу 19-ї армії, у серпні 1941 — квітні 1942 року — командир 395-го (з вересня 1941 року — 1-го гвардійського) стрілецького полку. Воював на Західному (липень — серпень 1941), Брянському (серпень — листопад 1941), Південно-Західному (листопад 1941 — березень 1942) та Південному (березень — квітень 1942) фронтах.
У вересні 1942 року закінчив прискорений курс Військової академії імені М. В. Фрунзе, яка перебувала в евакуації в місті Ташкент.
У вересні 1942 — серпні 1944 року —  командир 3-ї (з жовтня 1943 року — 20-ї гвардійської) механізованої бригади. Воював на Калінінському (жовтень 1942 — лютий 1943), Північно-Західному (лютий — березень 1943), Воронезькому (квітень — вересень 1943) та 1-му Українському (листопад 1943 — серпень 1944) фронтах.
У березні 1944 20-та гвардійська механізована бригада під командуванням полковника Бабаджаняна вела бої на півдні Тернопільщини, звільнила від німецьких військ більш як 60 населених пунктів і форсувала річку Дністер біля міста Заліщики.
За вміле командування бригадою та виявлені в боях з німецько-фашистськими загарбниками мужність та героїзм Указом Президії Верховної Ради СРСР від 26 квітня 1944 року полковнику Бабаджаняну Амазаспу Хачатуровичу присвоєно звання Героя Радянського Союзу з врученням ордена Леніна та медалі «Золота Зірка».
У вересні 1944 — червні 1945 року — командир 11-го гвардійського танкового корпусу. Воював на 1-му (листопад 1944 — березень 1945 та березень — травень 1945) та 2-му (березень 1945) Білоруському фронтах.
У червні 1945 — січні 1947 року — командир 11-ї гвардійської танкової дивізії в Групі радянських окупаційних військ у Німеччині.
У грудні 1948 року закінчив Вищу військову академію Генерального штабу імені К. Є. Ворошилова.
З березня 1949 року — начальник штабу армії, у вересні 1950 — травні 1956 року — командувач 2-ї гвардійської механізованої армії в Групі радянських військ у Німеччині.
У травні 1956 — січні 1958 року — командувач 8-ї механізованої (з червня 1957 року — танкової) армії в Прикарпатському військовому окрузі.
У січні 1958 — червні 1959 року — 1-й заступник командувача військ Прикарпатського військового округу у Львові.
У червні 1959 — вересні 1967 року — командувач військ Одеського військового округу.
У вересні 1967 — травні 1969 року — начальник Військової академії бронетанкових військ і
мені Маршала Радянського Союзу Р. Я. Малиновського:.
З травня 1969 по 1 листопада 1977 року — начальник танкових військ Радянської армії.
Помер 1 листопада 1977 року в Москві. Похований на Новодівочому цвинтарі Москви.

## Військові звання
- майор (11.12.1939)
- підполковник (1941)
- полковник (22.05.1943)
- генерал-майор танкових військ (11.07.1945)
- генерал-лейтенант танкових військ (03.08.1953)
- генерал-полковник (28.12.1956)
- маршал бронетанкових військ (28.10.1967)
- головний маршал бронетанкових військ (29.04.1975)

## Нагороди та відзнаки
Нагороджений 4 орденами Леніна (26.04.1944; 15.11.1950; 17.02.1966; 15.09.1976), орденом Жовтневої Революції (4.05.1972), 4 орденами Червоного Прапора (17.02.1942; 13.06.1943; 06.11.1945; 30.12.1956), орденами Суворова 1-го (29.05.1945) та 2-го (06.04.1945) ступенів, Кутузова 1-го ступеня (18.12.1956), Вітчизняної війни 1-го ступеня (03.01.1944), 2 орденами Червоної Зірки (27.06.1943; 03.11.1944), медалями; польськими орденами Відродження Польщі 4-го ступеня (10.1973), «Віртуті Мілітарі» 4-го ступеня (19.12.1968), «Хрест Грюнвальда» 3-го ступеня, болгарським орденом «9 вересня 1944 року» 1-го ступеня з мечами (14.09.1974), монгольським орденом Бойового Червоного Прапора, іншими іноземними відзнаками.
Почесний громадянин міст Єльня (1970, Смоленська область, Росія), Заліщики (Тернопільська область, Україна) та Гдиня (1970, Польща; позбавлений 22.09.2004).